# Ploceus holoxanthus
Ploceus holoxanthus (ткачик рувуйський) — вид горобцеподібних птахів ткачикових (Ploceidae). Ендемік Танзанії. Раніше вважався конспецифічним з золотим ткачиком, однак у 2022 році був визнаний окремим видом.

## Поширення і екологія
Рувуйські ткачики мешкають на сході Танзанії, в долині річки Руву. Вони живуть на заплавних луках.